# Katō Yoshiaki
Katō Yoshiaki est un nom japonais traditionnel ; le nom de famille (ou le nom d'école), Katō, précède donc le prénom (ou le nom d'artiste).
Katō Yoshiaki (加藤 嘉明, 1563-7 octobre 1631) est un daimyo de la fin de la période Sengoku au début de l'époque d'Edo, seigneur du domaine d'Aizu. Obligé de Toyotomi Hideyoshi, il prend part à la bataille de Shizugatake en 1583, et devient bientôt connu comme un des shichi-hon-yari (七本槍), ou « sept lances de Shizugatake », les sept généraux les plus fiables et expérimentés de Hideyoshi.
Après la mort de ce dernier, Katō combat aux côtés de Tokugawa Ieyasu. À la suite de l'importante victoire de Sekigahara, Tokugawa double les revenus du domaine de Katō, de 100 000 koku à 200 000. C'est durant cette période que le château de Matsuyama fut construit. Katō Yoshiaki y finit ensuite ses jours.

## Source
- (en) Cet article est partiellement ou en totalité issu de l’article de Wikipédia en anglais intitulé « Katō Yoshiaki » (voir la liste des auteurs).